# 빗살무늬토기

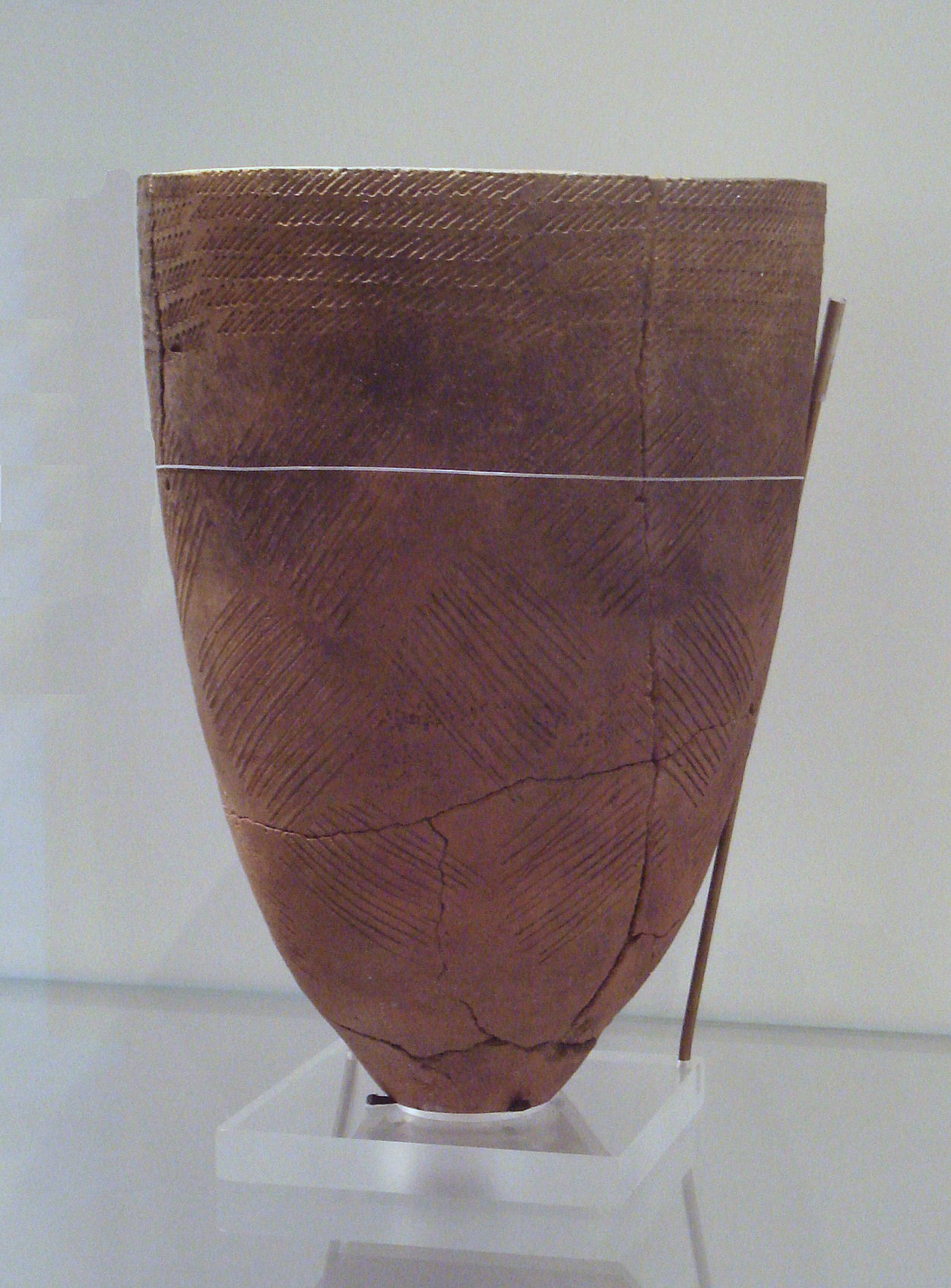
기원전 4000년경 한국의 즐문토기

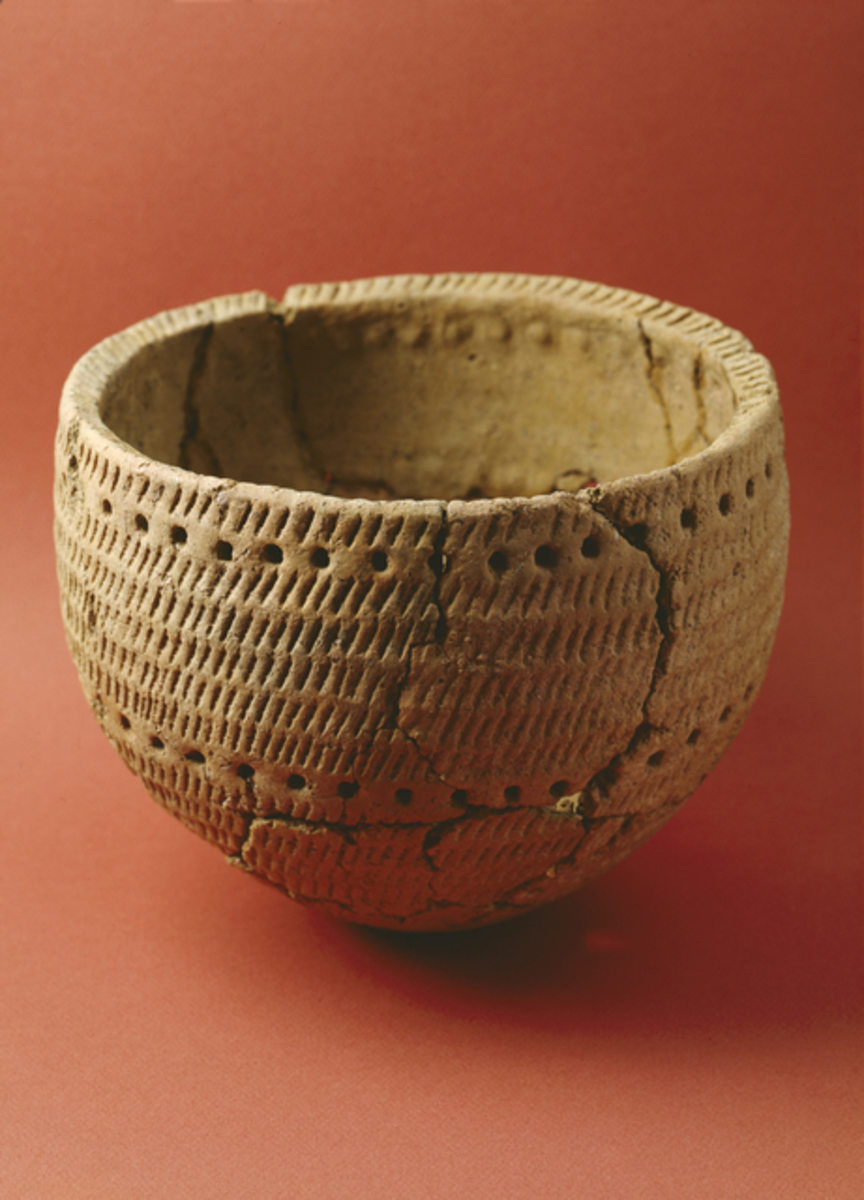
핀란드 타이팔사리(Taipalsaari)의 빗살무늬토기

빗살무늬토기 또는 즐문토기(Comb Ceramic)은 빗 모양의 도구에서 기하학적 패턴을 적용한 토기의 일종이다. 이러한 유형의 토기는 발트해, 핀란드, 볼가강 상류, 시베리아 남부, 바이칼 호수, 몽골 고원, 요동반도 및 한반도에 널리 분포했다.현재 국립 익산 박물관등 여러 박물관에 전시되어 있다.
가장 오래된 빗살무늬토기는 랴오둥 문명의 유적인 싱룽와 문화(기원전 6200년 - 5400년)에서 발견된다.

## 역사

### 한국
한국의 신석기 시대는 기원전 8,000년경에 시작되었다. 사람들은 농사를 짓고 기장과 기타 곡물을 재배하기 시작했으며 점차 정착하기 시작하여 씨족 사회를 형성했다.
그들은 돌을 갈아서 다양한 연삭도구를 만들어 사용했다. 그 중 신석기시대의 특징을 가장 대표적으로 보여주는 것이 한반도 곳곳에서 발견되는 빗살무늬토기이다. 서울 암사동, 평양, 김해 가리 등이 대표적인 빗살무늬토기 유적지이다.

한반도에서 빗살무늬토기에 대한 최초의 지식은 1916년 도리이 류코(鳥井龍子)가 조사한 평안도, 황해도, 경기도 일대에서 발견된 석기시대 유적지와 유물에서 시작됐다. 이후 후지타 류사쿠는 한반도의 융단토기문화와 북유라시아의 신석기토기문화를 연결하는 북방체제론을 제시하였다. 그의 북방계보론은 8·15 해방 이후 남북 학계의 신석기토기 인식론에 큰 영향을 미쳤으나, 1980년대 이후 새로운 유적지 발굴과 연구를 통해 반박되고 있다.

## 생산방식
빗살토기는 삼국시대의 토기와 달리 물을 이용하지 않고 수작업으로 제작하였으며, 주로 원형의 점토띠를 쌓는 압연법을 사용하고 다양한 성형법, 회전법 등을 이용하였다.
빗살무늬토기는 일반적으로 특별한 구조 없이 노천 가마에서 소성된다. 다만 평양 포대터, 김천 진조리터, 진주 평미동터 등에서 특정 구조의 가마가 발견되고 있어 신석기시대 중기부터 보다 발전된 가마 시설이 이용되었음을 시사한다. 빗살무늬토기는 산화염기 상태에서 약 600~700℃의 온도에서 소성되는데, 대부분의 빗살무늬토기는 적갈색 또는 갈색을 띤다.

## 문화
- 빗살무늬토기 문화 - 핀란드, 발트해 및 러시아
- 줄문토기 문화 - 한반도